# Сниткін Петро Васильович
Петро Васильович Сниткін (Сніткін, 1890, Київ — 1946, Феодосія) — український [скульптор], майстер декоративної і малої пластики, педагог.

## Біографічні відомості
У 1910 році закінчив скульптурне відділення Київське художнє училище, де навчався в майстерні відомого українського скульптора Федора Балавенського (однокурсники — І. Кавалерідзе, О. Теремець).
У 1909 році брав участь у виконанні рельєфів на античну тему для фасаду київського будинку інженера Ф. Ісерліса.
Разом з Іваном Кавалерідзе та архітектором Валеріаном Риковим у 1910 році виграв конкурс на найкращий проект пам'ятника княгині Ользі в Києві. Скульптури Ольги та Кирила і Мефодія в композиції пам'ятника виконав Іван Кавалерідзе, загальне керівництво роботами над проектом здійснював Федір Балавенський. Петро Сниткін виконав скульптуру Андрія Первозваного — за власними ескізами, схваленими думським комітетом.
У 1911—1912 роках навчався в Петербурзькій академії мистецтв.
У 1922 році у Феодосії за проектом Петра Сниткіна була встановлена скульптура під назвою «Марксизм», що зображала працівника, який складає кам'яні блоки.
У Феодосії Петро Васильович викладав скульптуру в студії Миколи Барсамова при Картинній галереї ім. І. К. Айвазовського. З 1 червня по 30 вересня 1944 року працював у Феодосійському музеї старожитностей на посаді художника.
У 1944 році був заарештований Народним комісаріатом державної безпеки.

## Твори

Скульптура «Марксизм» в Феодосії була зруйнована під час Другої світової війни.

- Статуетка «Святослав у бою» (срібло, 1910—1911).
- Скульптура Андрія Первозваного в композиції пам'ятнику княгині Ользі в Києві (1911).
- Горельєф «Молочниця» в скульптурному оздобленні Бесарабського ринку (1910—1912).[5]
- Пам'ятник «Марксизм» у Феодосії (1922).[4]
- Пам'ятник «Материнство» в Челябінську (1936).
- Твори батального жанру («Вирішальний удар», 1935—1936).
- Портрети.